# Kremer Racing

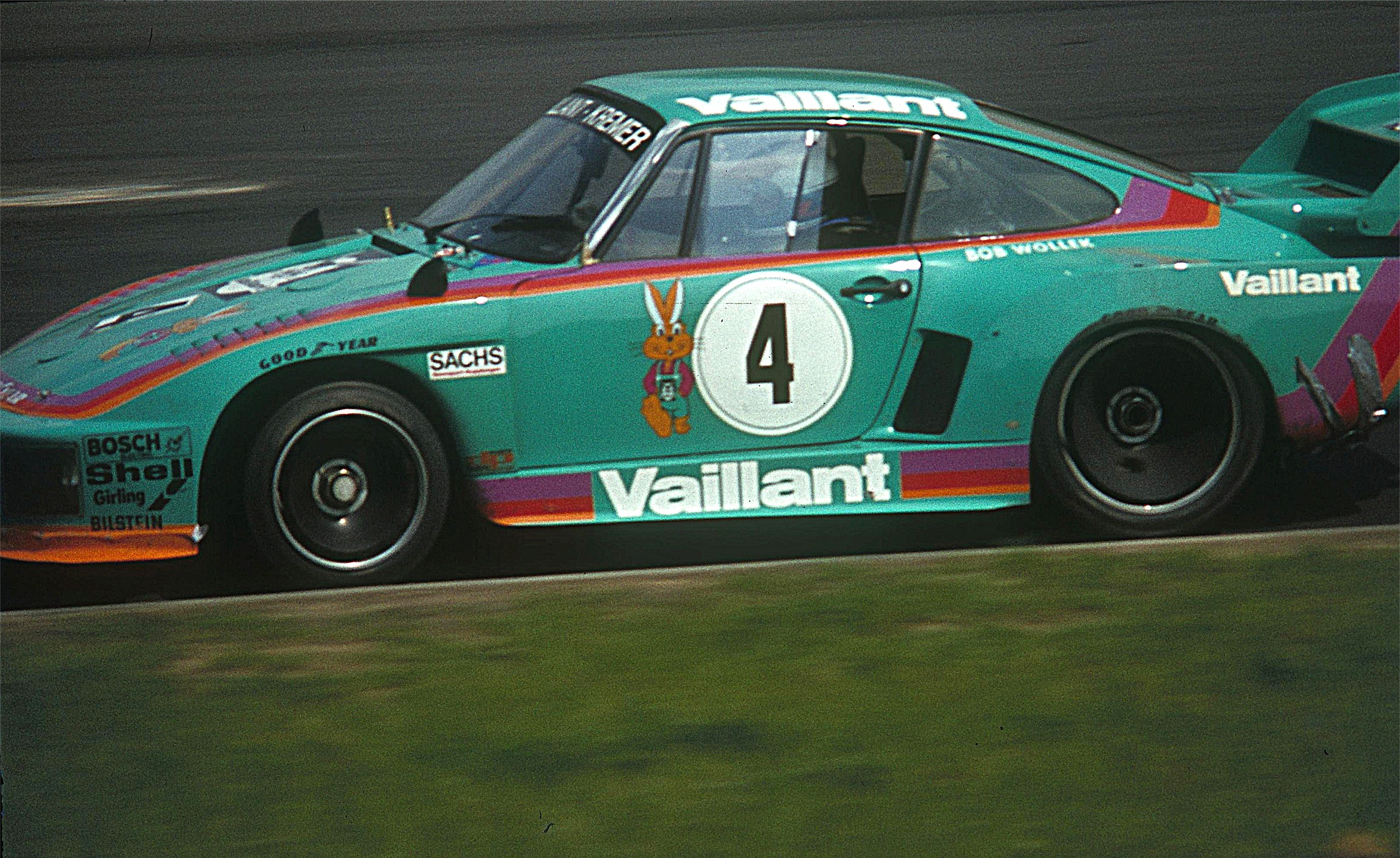
Bob Wollek i en Porsche 935 K1 vid Nürburgring 1000 km 1977.

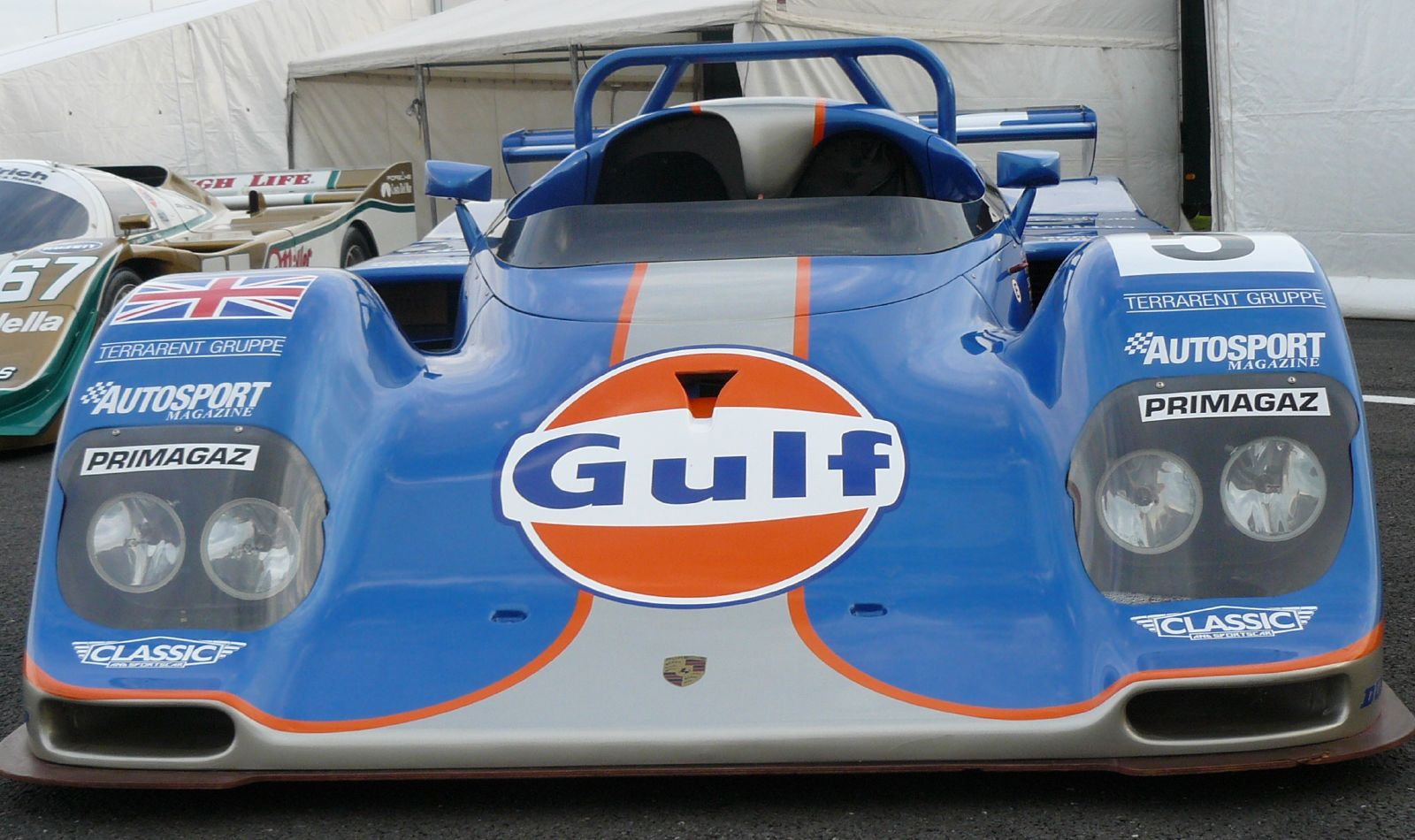
Kremer K8 Spyder.

Kremer Racing är ett tyskt racingstall som även tillverkat egna tävlingsbilar.

## Historik
Stallet grundades i Köln av bröderna Erwin och Manfred Kremer. Stallet har tävlat med Porsche både som privatteam och med uppbackning från fabriken. Kremer har även modifierat Porsches bilar för eget bruk och för försäljning till andra stall.
Till de största framgångarna hör segrarna i Le Mans 24-timmars 1979 och i Daytona 24-timmars 1995.